# Pájaros de arcilla
Pájaros de arcilla es el sexto disco oficial de Congreso, editado y grabado en Argentina por CBS en 1984. Es considerado la obra maestra de Congreso, debido a la complejidad y ejecución de las compasiones. Jamás fue editado en Chile, por ser calificado como "poco comercial".

## Historia
Congreso, a lo largo de 1983, realiza un sinnúmero de conciertos a lo largo de Chile y la vez, trabajan en un próximo trabajo.
En ese año, estrenan una nueva canción: "Coco-Loco", instrumental y llena de ritmo, provoca la locura entre los asistentes a los conciertos, debido a la cantidad de solos que posee y en donde todos los músicos se lucen.
Al año siguiente, Joe Vasconcellos deja el grupo, debido a que se radica en Brasil hasta 1989.
Meses más tarde, se integra un joven saxofonista porteño: Jaime Atenas. Por otra parte, Hugo Pirovic pasa a ser el vocalista de la banda. Sergio "Tilo" González, firma con la CBS, y el grupo se radica durante algunos meses de 1984 a Argentina.
Graban Pájaros de arcilla, y luego vuelven a Chile a lanzarlo. Desafortunadamente, ningún sello quiso editarlo en dicho país por considerarlo "poco comercial".

## Música y lírica
Congreso, en este disco va dejando la lírica a un lado, dando pie a temas extensos e instrumentales en su mayoría.
Se nota una fuerte presencia del Jazz fusión, manteniendo siempre esa fuerte influencia latinoamericana.
Esta obra, solo contiene dos textos en sus canciones: el homónimo "Pájaros de Arcilla, con textos del poeta porteño Victor Sanhueza y "Alas Invasoras", con texto de "Tilo" González.
Destacan canciones como: "Voladita Nortina" tema que han tocado en innumerables ocasiones; "Coco - Loco" con un ritmo acelerado muy apegado al jazz; "Andén del Aire", también con una marcada influencia del jazz; Pájaros de arcilla con su melancolía inicial que se transforma en un orfeón y por último: "En la ronda de un vuelo", tema dedicado a la esposa de "Tilo", Mariela González.
Actualmente, es apetecido por melómanos de todo el orbe e incluso es considerado el mejor disco de Congreso, según algunos seguidores del grupo.

## Lista de canciones
1. Voladita nortina. (Sergio "Tilo" González)
2. Pájaros de arcilla. (Sergio "Tilo" González)
3. Andén del aire. (Sergio "Tilo" González)
4. Alas invasoras. (Sergio "Tilo" González)
5. En la ronda de un vuelo.* Sergio "Tilo" González
6. Allá abajo en la calle. (Coco-Loco)** Sergio "Tilo" González
7. Volando con Buenos Aires.

- (*) Dedicado a Mariela González.
- (**) Dedicado al músico callejero Coco-Loco.

## Integrantes
- Hugo Pirovic: flauta traversa, voz.
- Jaime Atenas: saxo soprano, tenor, flauta traversa.
- Ricardo Vivanco: marimba, congas, triángulo, platillos de concierto cascabeles, crótalos, caxixis, coro.
- Aníbal Correa: piano acústico.
- Ernesto Holman: bajo fretless.
- Fernando González: guitarra sintetizada.
- Patricio González: violoncelo, charango, spring güiro.
- Sergio "Tilo" González: composición, batería, bongó, campanas, crótalos, tambourine, ganza, triángulo, a go go, zurdo, campanas suizas.